# John James (acteur)
Pour les articles homonymes, voir James.
John James Anderson est un acteur américain, né le 18 avril 1956 à Minneapolis (Minnesota).

## Filmographie

### Cinéma
- 2000 : Peril : Scott
- 2000 : Icebreaker : Will Langley
- 2007 : Illegal Aliens : Big Tony

### Télévision
- 1976-1979 : C'est déjà demain (Search for Tomorrow) (série télévisée) : Tom 'Junior' Bergman #3
- 1981-1989 : Dynastie (Dynasty) (série télévisée) : Jeff Colby
- 1982 : L'Île fantastique (Fantasy Island) (série télévisée) : Corky Daniels
- 1982 : La croisière s'amuse (The Love Boat) (série télévisée) : Dr. Van Damme / Enzo Carducci / Roberto Di Nardi
- 1984 : He's Not your son (Téléfilm) : Ted Barnes
- 1984 : Finder of Lost Loves (en) (série télévisée) : Père Michael Bretton
- 1985-1987 : Dynastie 2 : Les Colby (Dynasty 2) (série télévisée) : Jeff Colby
- 1987 : Haunted by Her Past (Téléfilm) : Eric Beckett
- 1991 : Perry Mason - L'affaire des ambitions perdues (Téléfilm) : Brett Huston
- 1991 : Dynasty: The Reunion (Téléfilm) : Jeff Colby
- 1992 : Partners'n Love (Téléfilm) : Carey Mays
- 1998 : La croisière s'amuse, nouvelle vague (The Love Boat, The Next Wave) (série télévisée) : Ray Kennedy
- 1998 : Les Anges du bonheur (Touched by an Angel) (série télévisée) : Sam Carver
- 2001 : Le feu qui venait du ciel (Téléfilm) : Porter Randall
- 2003-2008 : As the World Turns (série télévisée) : Eric Decker / Rick Decker / Dr. Ric Decker
- 2006-2007 : La force du destin (série télévisée) : Jeff Martin